# Ruggero IV di Puglia
Ruggero IV di Puglia (1152 – Palermo, 1161) è stato un nobile normanno, fu duca di Puglia e Calabria dal 1154 al 1161.

## Biografia
Ruggero era il figlio maggiore del re di Sicilia Guglielmo I e di sua moglie Margherita di Navarra e di Sicilia, figlia del re di Navarra García IV Ramírez. Fu nominato duca di Puglia e Calabria probabilmente quanto il padre fu incoronato nel 1154.
Durante il regno di Guglielmo, questi mise parecchi poteri nelle mani di Maione di Bari, amiratus amiratorum (emiro degli emiri), delegando a lui la maggior parte delle decisioni.
Nel 1156 i baroni della Puglia cominciarono a mostrare insofferenza al nuovo re e a Maione, chiedendo invece che Ruggero fosse incoronato al suo posto, garantendo ai baroni maggior indipendenza e libertà d'azione. I ribelli, supportati dal papato e dai bizantini, furono però sconfitti e duramente puniti.
Nel 1160 i baroni riuscirono ad assassinare Maione e chiedendo la successione di Guglielmo con il piccolo Ruggero. La popolazione palermitana invece si schierò per la successione di Simone, principe di Taranto, fratellastro illegittimo di Guglielmo. Il 9 marzo dell'anno successivo i nobili ribelli capeggiati da Matteo Bonello, inizialmente fedele a Guglielmo, riuscirono a catturare Guglielmo e imprigionarlo nel suo palazzo; contemporaneamente portarono il piccolo Ruggero in trionfo per le vie della città in sella ad un cavallo, presentandolo come il nuovo re e annunciandone l'incoronazione nella cattedrale di Palermo.
L'11 marzo la popolazione palermitana, sobillata dal clero e in particolare da Romualdo II Guarna e dal vescovo di Siracusa Richard Palmer, si ribellarono contro i cospiratori: ne seguirono degli scontri durante i quali i rivoltosi sfogarono la propria rabbia contro le minoranze musulmane e greche della città, mentre il palazzo di corte fu assalito e saccheggiato e Guglielmo liberato.
Stando ad alcune fonti nel corso dei disordini il duca Ruggero fu ucciso da una freccia vagante che lo colpì all'occhio e morì tra le braccia del Re suo padre. Secondo un'altra teoria (molto meno probabile), avanzata da Ugo Falcando, per l'appunto noto oppositore di Guglielmo, Ruggero fu ucciso a calci dallo stesso Re suo padre, dopo che questi aveva represso la sommossa e ripreso il controllo della città, infuriato per il tentativo di destituzione.
Ruggero fu sepolto inizialmente nella cattedrale di Palermo insieme a suo fratello Enrico, principe di Capua. In seguito i suoi resti furono spostati nella cappella di Santa Maria Maddalena nel duomo di Monreale.

## Ascendenza
|                                    |                          |                             | Genitori                  |  |  | Nonni |  |  | Bisnonni             |  |  | Trisnonni            |  |
|                                    |                          |                             |                           |  |  |       |  |  | Ruggero I di Sicilia |  |  | Tancredi d'Altavilla |  |
|                                    |                          |                             |                           |  |  |       |  |  | Ruggero I di Sicilia |  |  | Tancredi d'Altavilla |  |
|                                    |                          | Fresenda                    |                           |  |  |       |  |  | Ruggero I di Sicilia |  |  |                      |  |
| Ruggero II di Sicilia              |                          |                             |                           |  |  |       |  |  | Ruggero I di Sicilia |  |  |                      |  |
|                                    |                          | Adelasia del Vasto          | Manfredo Incisa del Vasto |  |  |       |  |  |                      |  |  |                      |  |
|                                    |                          | Adelasia del Vasto          | Manfredo Incisa del Vasto |  |  |       |  |  |                      |  |  |                      |  |
|                                    |                          | Adelasia del Vasto          | …                         |  |  |       |  |  |                      |  |  |                      |  |
| Guglielmo I di Sicilia             |                          | Adelasia del Vasto          |                           |  |  |       |  |  |                      |  |  |                      |  |
|                                    |                          | Alfonso VI di León          | Ferdinando I di León      |  |  |       |  |  |                      |  |  |                      |  |
|                                    |                          | Alfonso VI di León          | Ferdinando I di León      |  |  |       |  |  |                      |  |  |                      |  |
|                                    |                          | Alfonso VI di León          | Sancha I di León          |  |  |       |  |  |                      |  |  |                      |  |
| Elvira di Castiglia                |                          | Alfonso VI di León          |                           |  |  |       |  |  |                      |  |  |                      |  |
|                                    |                          | Isabella di Siviglia        | Ahmed I di Denia          |  |  |       |  |  |                      |  |  |                      |  |
|                                    |                          | Isabella di Siviglia        | Ahmed I di Denia          |  |  |       |  |  |                      |  |  |                      |  |
|                                    |                          | Isabella di Siviglia        | …                         |  |  |       |  |  |                      |  |  |                      |  |
| Ruggero IV di Puglia               |                          | Isabella di Siviglia        |                           |  |  |       |  |  |                      |  |  |                      |  |
|                                    | Ramiro Sánchez di Monzón | Sancho Garcés di Navarra    |                           |  |  |       |  |  |                      |  |  |                      |  |
|                                    | Ramiro Sánchez di Monzón | Sancho Garcés di Navarra    |                           |  |  |       |  |  |                      |  |  |                      |  |
|                                    | Ramiro Sánchez di Monzón | Costanza Sánchez di Marañon |                           |  |  |       |  |  |                      |  |  |                      |  |
| García IV Ramírez di Navarra       | Ramiro Sánchez di Monzón |                             |                           |  |  |       |  |  |                      |  |  |                      |  |
|                                    |                          | Cristina Díaz di Bivar      | Rodrigo Día de Bivar      |  |  |       |  |  |                      |  |  |                      |  |
|                                    |                          | Cristina Díaz di Bivar      | Rodrigo Día de Bivar      |  |  |       |  |  |                      |  |  |                      |  |
|                                    |                          | Cristina Díaz di Bivar      | Jimena Díaz               |  |  |       |  |  |                      |  |  |                      |  |
| Margherita di Navarra e di Sicilia |                          | Cristina Díaz di Bivar      |                           |  |  |       |  |  |                      |  |  |                      |  |
|                                    |                          | Gibert de l'Aigle           | …                         |  |  |       |  |  |                      |  |  |                      |  |
|                                    |                          | Gibert de l'Aigle           | …                         |  |  |       |  |  |                      |  |  |                      |  |
|                                    |                          | Gibert de l'Aigle           | …                         |  |  |       |  |  |                      |  |  |                      |  |
| Margherita de l'Aigle              |                          | Gibert de l'Aigle           |                           |  |  |       |  |  |                      |  |  |                      |  |
|                                    |                          | …                           | …                         |  |  |       |  |  |                      |  |  |                      |  |
|                                    |                          | …                           | …                         |  |  |       |  |  |                      |  |  |                      |  |
|                                    |                          | …                           | …                         |  |  |       |  |  |                      |  |  |                      |  |
|                                    |                          | …                           |                           |  |  |       |  |  |                      |  |  |                      |  |